# Gerd Knäpper
Gerd Knäpper (jap. Umschrift: ゲルト・クナッパ, Geruto Kunappa; * 25. Januar 1943 in Wuppertal; † 2. November 2012) war ein deutscher Keramiker.

## Werdegang
Mit 19 Jahren sah er im Verlaufe einer Reise nach Spanien auch eine Sammlung asiatischer Kunst, wobei ihn besonders die japanischen Keramikarbeiten beeindruckten. Den Wunsch hegend, ebenfalls solche Keramiken fertigen zu können, heuerte er in einer Schiffsmannschaft an und gelangte über Amerika, wo er eine Weile als Lehrer für bildende Kunst tätig war und in New York das Keramikhandwerk erlernte, schließlich Ende der 1960er Jahre nach Japan. Nachdem er Shimaoka Tatsuzō, der in Japan zum „lebenden Nationalschatz“ erhoben wurde, getroffen hatte, gründete er in Mashiko eine eigene Werkstatt. 1971 gewann er als Europäer den ersten Preis bei einem nationalen Wettbewerb traditioneller japanischer Keramik. Seinen Beitrag hatte er anonym eingereicht.
2007 öffnete in der Präfektur Ibaraki die Gerd Knäpper Tarosaka Gallery. Er unterrichtete mehr als 20 Schüler. Viele seiner Arbeiten sind in seiner Wahlheimatstadt Daigo zu sehen. So finden sich seine Arbeiten unter anderem am Bahnhof, aber auch die Wandgestaltung des dortigen Krankenhauses und die Gestaltung eines Tunneleingangs stammen von Knäpper.
Am 2. November 2012 erlag Knäpper einem Prostatakrebs, der 2006 diagnostiziert worden war.

## Ehrungen
- Preis des japanischen Ministerpräsidenten (1986)
- Bundesverdienstkreuz am Bande (12. August 1991)[2] – für sein Engagement als Vermittler zwischen den Kulturen Japans und Deutschlands

## Ausstellungen
- 1984: Gerd Knäpper: Keramik, Germanisches Nationalmuseum, Nürnberg
- 1987: Werkausstellung: Kunstgewerbemuseum, Berlin
- 2009: Entstanden im Feuer: Keramik- und Bronze-Objekte von Gerd Knäpper, Staatliches Museum für Völkerkunde, München